# 2013 aux échecs
| Années des échecs : 2010 - 2011 - 2012 - 2013 - 2014 - 2015 - 2016    |
| Décennies des échecs : 1980 - 1990 - 2000 - 2010 - 2020 - 2030 - 2040 |

Cette page recense les événements liés au monde des échecs qui ont eu lieu en 2013.

## Championnats du monde

### Championnat du monde mixte
Magnus Carlsen est le vainqueur du tournoi des candidats organisé à Londres du 15 mars au 1er avril 2013.
Il affronte l'actuel champion du monde, l'Indien Viswanathan Anand, lors du Championnat du monde d'échecs 2013 du 6 au 26 novembre 2013. Il y devient le nouveau champion du monde d'échecs le 22 novembre 2013, ne pouvant plus être rattrapé par son adversaire qu'il mène par 6,5 à 3,5 (trois parties gagnées, sept nulles).

### Championnat du monde féminin
Championnat du monde féminin d'échecs 2013 : en septembre Hou Yifan a remporté le match 5,5 à 1,5 face à Anna Ushenina pour reprendre le titre.

### Championnat du monde de blitz et de parties rapides
| Tournoi        | Champion mixte        | Championne                 |
| -------------- | --------------------- | -------------------------- |
| Cadence rapide | Le Quang Liem         | Pas de compétition en 2013 |
| Cadence blitz  | Shakhriyar Mamedyarov | Pas de compétition en 2013 |

### Championnats du monde d'échecs senior et de la jeunesse
| Âge                              | Champion mixte            | Championne              |
| -------------------------------- | ------------------------- | ----------------------- |
| Seniors (plus de 60 ans)         | Anatoli Vaïsser           | Yelena Ankudinova (ru)  |
| Juniors (moins de 20 ans)        | Yu Yangyi                 | Aleksandra Goriatchkina |
| Moins de 18 ans                  | Pouya Idani               | Lidia Tomnikova (en)    |
| Moins de 16 ans                  | Murali Karthikeyan        | Gu Tianlu               |
| Moins de 14 ans                  | Li Di                     | Stavroúla Tsolakídou    |
| Moins de 12 ans                  | Aram Hakobian             | Zhao Shengxin           |
| Moins de 10 ans                  | Awonder Liang             | Saina Salonika (or)     |
| Moins de 8 ans                   | Rameshbabu Praggnanandhaa | Harmony Zhu             |
| Résolution de problèmes d'échecs | Piotr Murdzia             |                         |

## Tournois et opens

### 1ertrimestre
- Du 11 au 27 janvier : Le tournoi de Wijk aan Zee : 1er Magnus Carlsen, 2e Levon Aronian 3e Viswanathan Anand[5].
- Du 21 au 31 janvier : le festival d'échecs de Gibraltar est remporté par Nikita Vitiugov[6].
- Du 11 au 18 février : l'Open Aeroflot est remporté par Sergueï Kariakine[7].
- Le Grenke Chess Classic est remporté par Viswanathan Anand[8].
- Le Zurich Chess Challenge est remporté par Fabiano Caruana[9].

### 2etrimestre
- Le Mémorial Capablanca est remporté par Zoltán Almási[10].
- Du 20 avril au 2 mai : Mémorial Alekhine (Paris et Saint-Pétersbourg) : 1er Levon Aronian, 2e Boris Gelfand 3e Viswanathan Anand[11].
- Boris Guelfand remporte le Mémorial Tal devant Magnus Carlsen avec 6 points sur 9 possibles et une performance à 2 904 points[12].
- 7-18 mai : Le Norway Chess est remporté par Sergey Karjakin[13].
- 20-29 mai : Le tournoi d'échecs de Danzhou est remporté par Ding Liren[14].

### 3etrimestre
- Le tournoi d'échecs de Dortmund est remporté par Michael Adams[15].
- Étienne Bacrot remporte le trophée Karpov du Cap d'Agde contre Anatoly Karpov.
- Le festival d'échecs de Bienne est remporté par Maxime Vachier-Lagrave[16].
- 11 août-5 septembre : Vladimir Kramnik remporte la Coupe du monde organisée par la FIDE à Tromsø battant en finale Dmitri Andreïkine 2,5-1,5.
- La Sinquefield Cup est remportée par Magnus Carlsen[17].
- Le tournoi d'échecs de Poïkovski est remporté par Pavel Eljanov[18].
- La finale de Maîtres du Grand Slam est remportée par Levon Aronian[19].

### 4etrimestre
- Le London Chess Classic est remporté par le joueur américain Hikaru Nakamura[20].

## Compétitions par équipes

### Championnats continentaux par équipes
| Compétition                                        | Vainqueur mixte            | Vainqueur femmes           |
| -------------------------------------------------- | -------------------------- | -------------------------- |
| Championnat du monde d'échecs par équipes          | Russie                     | Ukraine                    |
| Championnat d'Europe d'échecs des nations          | Azerbaïdjan                | Ukraine                    |
| Championnat d'Asie d'échecs des nations            | Pas de championnat en 2013 | Pas de championnat en 2013 |
| Championnat panaméricain d'échecs des nations (en) |                            |                            |

### Championnats interclubs
| Compétition                                | Champion | Deuxième | Troisième |
| ------------------------------------------ | -------- | -------- | --------- |
| Coupe d'Europe des clubs d'échecs          |          |          |           |
| Coupe d'Europe des clubs d'échecs féminine |          |          |           |
| Championnat d'Allemagne d'échecs des clubs |          |          |           |
| Championnat de France d'échecs des clubs   |          |          |           |
| Coupe de France des clubs d'échecs         |          |          |           |
| Four Nations Chess League (en) (4NCL)      |          |          |           |
| United States Chess League (en) (USCL)     |          |          |           |

## Championnats continentaux et nationaux individuels

### Championnats continentaux individuels
| Compétition                              | Champion mixte      | Championne                 |
| ---------------------------------------- | ------------------- | -------------------------- |
| Championnat d'Afrique d'échecs           | Bassem Amin         | Shrook Wafa                |
| Championnat d'Asie d'échecs              | Li Chao             | Huang Qian                 |
| Championnat d'Amérique d'échecs          | Julio Granda        | Pas de championnat en 2013 |
| Championnat d'Europe d'échecs individuel | Aleksandr Moiseenko | Hoang Thanh Trang          |
| Championnat d'Océanie d'échecs           | Igor Bjelobrk (en)  | Irina Berezina             |

### Championnats nationaux individuels
| Pays                                              | Champion mixte                        | Championne                            |
| ------------------------------------------------- | ------------------------------------- | ------------------------------------- |
| Championnat d'Afrique du Sud d'échecs             |                                       |                                       |
| Championnat d'Albanie d'échecs (en)               |                                       |                                       |
| Championnat d'Algérie d'échecs                    |                                       |                                       |
| Championnat d'Allemagne d'échecs                  | Klaus Bischoff,                       |                                       |
| Championnat d'Andorre d'échecs                    |                                       |                                       |
| Championnat d'Argentine d'échecs                  | Diego Flores                          | María Florencia Fernández             |
| Championnat d'Arménie d'échecs                    |                                       |                                       |
| Championnat d'Australie d'échecs                  |                                       |                                       |
| Championnat d'Autriche d'échecs                   | Peter Schreiner                       | Veronika Exler (en)                   |
| Championnat d'Azerbaïdjan d'échecs                |                                       |                                       |
| Championnat du Bangladesh d'échecs                |                                       |                                       |
| Championnat de la Barbade d'échecs                |                                       |                                       |
| Championnat de Belgique d'échecs                  | Tanguy Ringoir                        | Irina Gorshkova (nl)                  |
| Championnat de la Biélorussie d'échecs            | Sergei Zhigalko                       |                                       |
| Championnat de Birmanie d'échecs                  | Wynn Zaw Htun (en)                    |                                       |
| Championnat de Bolivie d'échecs                   |                                       |                                       |
| Championnat de Bosnie-Herzégovine d'échecs        |                                       |                                       |
| Championnat du Botswana d'échecs                  |                                       |                                       |
| Championnat du Brésil d'échecs                    | Rafael Leitão                         | Vanessa Feliciano                     |
| Championnat de Bulgarie d'échecs                  | Kiril Georgiev                        | Iva Videnova                          |
| Championnat du Canada d'échecs                    |                                       |                                       |
| Championnat du Chili d'échecs                     |                                       |                                       |
| Championnat de Chine d'échecs                     | Wang Yue                              | Ding Yixin                            |
| Championnat de Colombie d'échecs                  |                                       |                                       |
| Championnat de Corée du Sud d'échecs              | Jun Hyeok Lee                         |                                       |
| Championnat du Costa Rica d'échecs                |                                       |                                       |
| Championnat de Croatie d'échecs                   |                                       |                                       |
| Championnat de Cuba d'échecs                      | Isan Reynaldo Ortiz Suárez            |                                       |
| Championnat de Chypre d'échecs                    |                                       |                                       |
| Championnat du Danemark d'échecs                  |                                       |                                       |
| Championnat d'Écosse d'échecs                     | Roddy McKay                           |                                       |
| Championnat des Émirats Arabes Unis d'échecs      |                                       |                                       |
| Championnat d'Érythrée d'échecs                   | Samuel Merhawi                        | Pas de championnat dédié              |
| Championnat d'Espagne d'échecs                    | Iván Salgado López                    | Olga Alexandrova                      |
| Championnat d'Estonie d'échecs                    |                                       |                                       |
| Championnat des États-Unis d'échecs               | Gata Kamsky                           | Irina Krush,[réf. souhaitée]          |
| Championnat des îles Féroé d'échecs               |                                       |                                       |
| Championnat de Finlande d'échecs                  |                                       |                                       |
| Championnat de France d'échecs                    | Hicham Hamdouchi                      | Nino Maisuradze                       |
| Championnat de Géorgie d'échecs                   | Gaioz Nigalidze (en)                  |                                       |
| Championnat d'échecs de Grande-Bretagne           | David Howell                          |                                       |
| Championnat de Grèce d'échecs                     |                                       |                                       |
| Championnat du Guatemala d'échecs                 |                                       |                                       |
| Championnat du Honduras d'échecs                  |                                       |                                       |
| Championnat de Hongrie d'échecs                   |                                       |                                       |
| Championnat d'Inde d'échecs                       |                                       |                                       |
| Championnat d'Indonésie d'échecs                  |                                       |                                       |
| Championnat d'Iran d'échecs                       | Ehsan Ghaem Maghami                   |                                       |
| Championnat d'Irlande d'échecs                    |                                       |                                       |
| Championnat d'Islande d'échecs                    |                                       | Lenka Ptáčníková                      |
| Championnat d'Israël d'échecs                     |                                       |                                       |
| Championnat d'Italie d'échecs                     | Danyyil Dvirnyy                       |                                       |
| Championnat de Jamaïque d'échecs                  |                                       |                                       |
| Championnat du Japon d'échecs                     |                                       |                                       |
| Championnat du Kazakhstan d'échecs                |                                       |                                       |
| Championnat du Kenya d'échecs                     |                                       |                                       |
| Championnat du Kosovo d'échecs                    | Nderim Saraçi                         |                                       |
| Championnat de Lettonie d'échecs                  |                                       |                                       |
| Championnat du Liban d'échecs                     |                                       |                                       |
| Championnat de Lituanie d'échecs                  |                                       |                                       |
| Championnat du Luxembourg d'échecs                |                                       |                                       |
| Championnat de Macédoine d'échecs                 |                                       |                                       |
| Championnat de Madagascar d'échecs                |                                       |                                       |
| Championnat de Malaisie d'échecs                  |                                       |                                       |
| Championnat de Malte d'échecs                     |                                       |                                       |
| Championnat du Maroc d'échecs                     |                                       |                                       |
| Championnat du Mexique d'échecs                   |                                       |                                       |
| Championnat de Moldavie d'échecs                  |                                       |                                       |
| Championnat de Mongolie d'échecs                  |                                       |                                       |
| Championnat du Monténégro d'échecs                |                                       |                                       |
| Championnat du Népal d'échecs                     |                                       |                                       |
| Championnat de Namibie d'échecs                   | Goodwill Khoa                         |                                       |
| Championnat de Nouvelle-Zélande d'échecs          |                                       |                                       |
| Championnat de Norvège d'échecs                   |                                       |                                       |
| Championnat d'Ouzbékistan d'échecs                |                                       |                                       |
| Championnat du Pakistan d'échecs                  |                                       |                                       |
| Championnat du Panama d'échecs (en)               |                                       |                                       |
| Championnat du Paraguay d'échecs                  |                                       |                                       |
| Championnat d'échecs des Pays-Bas                 | Dimitri Reinderman,                   | Lisa Schut (de)                       |
| Championnat du Pays de Galles d'échecs            |                                       |                                       |
| Championnat du Pérou d'échecs                     |                                       |                                       |
| Championnat des Philippines d'échecs              |                                       |                                       |
| Championnat de Pologne d'échecs                   |                                       |                                       |
| Championnat du Portugal d'échecs                  |                                       |                                       |
| Championnat de la République Dominicaine d'échecs |                                       |                                       |
| Championnat de la République Tchèque d'échecs     |                                       |                                       |
| Championnat de Roumanie d'échecs                  |                                       |                                       |
| Championnat de Russie d'échecs                    | Peter Svidler                         |                                       |
| Championnat du Salvador d'échecs                  |                                       |                                       |
| Championnat de Serbie d'échecs                    | Boban Bogosavljević (en)              | Maria Manakova                        |
| Championnat des Seychelles d'échecs (en)          |                                       |                                       |
| Championnat de Singapour d'échecs                 |                                       |                                       |
| Championnat de Slovaquie d'échecs                 |                                       |                                       |
| Championnat de Slovénie d'échecs                  |                                       |                                       |
| Championnat du Sri Lanka d'échecs                 |                                       |                                       |
| Championnat de Suède d'échecs                     |                                       |                                       |
| Championnat de Suisse d'échecs                    | Alexandra Kosteniouk (tournoi mixte), | Alexandra Kosteniouk (tournoi mixte), |
| Championnat du Suriname d'échecs                  |                                       |                                       |
| Championnat de Trinité-et-Tobago d'échecs         |                                       |                                       |
| Championnat de Turquie d'échecs                   |                                       |                                       |
| Championnat d'Ukraine d'échecs                    | Youriï Kryvoroutchko                  | Mariya Mouzytchouk                    |
| Championnat d'Uruguay d'échecs                    |                                       |                                       |
| Championnat du Venezuela d'échecs                 | Félix Ynojosa (es)                    |                                       |
| Championnat du Vietnam d'échecs                   | Nguyễn Đức Hòa                        |                                       |
| Championnat de Zambie d'échecs                    | Gillan Bwalya                         |                                       |

## Divers
- Le 11 octobre 2003, le jour de son 20e anniversaire, Ruslan Ponomariov devient le premier joueur de premier plan à perdre une partie à cause de la sonnerie de son téléphone mobile. Cela se produit lors de la première ronde du championnat d'Europe des clubs à Plovdiv, en Bulgarie, contre le GMI suédois Evgeni Agrest[63].

## Évolution des classements mondiaux en 2013
Les joueurs d'échecs ont un classement Elo mis à jour chaque mois par la FIDE en fonction de leurs résultats sportifs, et chaque partie jouée rapporte ou retire des points Elo aux joueurs. Au cours de l'année 2013, plusieurs progressions au classement Elo sont remarquées.

### Classement mixte
| Rang 2014 | Nom                | Né en | Fédération | Elo 2014 | Rang 2013 | Elo 2013 | Évolution     |
| --------- | ------------------ | ----- | ---------- | -------- | --------- | -------- | ------------- |
| 1         | Magnus Carlsen     | 1990  | Norvège    | 2 872    | 1         | 2 861    | 11            |
| 2         | Levon Aronian      | 1982  | Arménie    | 2 812    | 3         | 2 802    | en stagnation |
| 3         | Hikaru Nakamura    | 1987  | États-Unis | 2 789    | 9         | 2 769    | 20            |
| 4         | Vladimir Kramnik   | 1975  | Russie     | 2 787    | 2         | 2 810    | 23            |
| 5         | Veselin Topalov    | 1975  | Bulgarie   | 2 785    | 8         | 2 771    | 14            |
| 6         | Fabiano Caruana    | 1992  | Italie     | 2 782    | 5         | 2 781    | en stagnation |
| 7         | Alexander Grischuk | 1983  | Russie     | 2 777    | 11        | 2 764    | 13            |
| 8         | Boris Gelfand      | 1968  | Israël     | 2 777    | 16        | 2 740    | 37            |
| 9         | Viswanathan Anand  | 1969  | Inde       | 2 773    | 7         | 2 772    | en stagnation |
| 10        | Sergueï Kariakine  | 1990  | Russie     | 2 759    | 6         | 2 780    | 21            |

Le 1er janvier 2013, le classement Elo de Magnus Carlsen atteint 2 861, ce qui en fait la meilleure performance de l'histoire de cette évaluation, dix points au-delà de la performance de Kasparov, acquise 13 ans avant. Carlsen atteint ensuite le record mondial de 2 872 le 1er février 2013,.

### Classement femmes
| Rang 2014 | Nom                 | Né en | Fédération | Elo 2014 | Rang 2013 | Elo 2013 | Évolution     |
| --------- | ------------------- | ----- | ---------- | -------- | --------- | -------- | ------------- |
| 1         | Judit Polgár        | 1976  | Hongrie    | 2 693    | 1         | 2 696    | en stagnation |
| 2         | Hou Yifan           | 1994  | Chine      | 2 629    | 2         | 2 603    | 26            |
| 3         | Humpy Koneru        | 1987  | Inde       | 2 613    | 3         | 2 597    | 16            |
| 4         | Zhao Xue            | 1985  | Chine      | 2 567    | 6         | 2 554    | 13            |
| 5         | Anna Muzychuk       | 1990  | Slovénie   | 2 566    | 4         | 2 582    | 16            |
| 6         | Nana Dzagnidze      | 1987  | Géorgie    | 2 546    | 5         | 2 555    | en stagnation |
| 7         | Kateryna Lahno      | 1989  | Ukraine    | 2 543    | 7         | 2 547    | en stagnation |
| 8         | Bela Khotenashvili  | 1988  | Géorgie    | 2 527    | 17        | 2 498    | 29            |
| 9         | Alexandra Kosteniuk | 1984  | Russie     | 2 527    | 18        | 2 495    | 32            |
| 10        | Pia Cramling        | 1963  | Suède      | 2 525    | 10        | 2 518    | en stagnation |

## Nécrologie
- 15 janvier : Aron Schvartzman (en)
- 19 janvier :  Anatoli Bannik (champion d'Ukraine) et Marcel Sisniega Campbell (en)
- 22 janvier : Margareta Teodorescu
- 1er février : Boris Katalymov (en)
- 8 février : Zbigniew Doda (en)
- 16 février : Yulian Radulski (en)
- 25 février : Milan Velimirović (en)
- 26 février : Adrian Hollis
- 8 mars : Carlos Jáuregui (en)
- 12 avril : Robert Byrne (né le 20 avril 1928 à New York), champion des États-Unis en 1972, candidat au Championnat du monde d'échecs 1975.
- 25 avril : Lembit Vahesaar (en)
- 13 mai : İlhan Onat (en)
- 18 mai : Lothar Schmid (vice-champion du monde par correspondance)
- 4 juillet : Mario Matouš
- 7 juillet : Berna Carrasco
- 2 août : Alla Kouchnir (née le 11 août 1941 à Moscou et morte  à Tel Aviv), challenger du championnat du monde féminin soviétique puis israélienne.
- 8 août : Igor Kournossov (vainqueur du tournoi de Hastings)
- 21 août : Rodolfo Cardoso
- 23 août : Vesna Rožič
- 25 août : José Bademian Orchanian (en)
- 27 août : Max Fuller (en)
- 1er septembre : Hans Günther Kestler (en)
- 9 octobre : Milan Matulović
- 14 octobre : Alexandra Nicolau-van der Mije
- 19 octobre : Vladimir Eljanov (en)
- 23 octobre : Edgar Walther (en)
- 22 novembre : Don Dailey (en)
- 2 décembre : Rodolfo Redolfi (en)
- 9 décembre : Alberto Foguelman (en)
- 22 décembre : John Grefe (en)